# Оштрељ (Бор)
Оштрељ је насељено место града Бора у Борском округу. Према попису из 2022. било је 523 становника (према попису из 2011. било је 586 становника).

## Географија
Оштрељ се налази 7 km источно од Бора са којим је повезан асфалтним путем. Лежи на десној обали Кривељске реке која у атару прима Оштрељски поток. Граничи се са севера атаром села Бучја, са запада атарима Бора и Кривеља, с југа Слатином и с истока Доњом Белом Реком.

## Историја
Према традицији Оштрељ је осован средином 18. века. Први пут се помиње 1828. у часопису "Даница" Вука Стефановића Караџића под називом Ново Село. У "Коншкрибционом протоколу начелства окружја црноречког" 1844-1846. Ново Село (Оштрељ) се помиње као део села Слатина и имало је 94 кућа и 495 становника. С обзиром да је Оштрељ релативно младо насеље, већина становништва води порекло из околних села. Из других крајева зна се да су дошли Нанулесковићи (Власи из Бугарске), Матејићи и Туфеџићи (данас Матићи).

## Демографија
Према попису из 2022. у Оштрељу живи 523 становника што је за 63 мање (-10,75%) у односу на попис из 2011. када је било 586 становника. У насељу има 439 пунолетних становника, а просечна старост становништва износи 47,83 година (45,96 код мушкараца и 49,57 код жена).
Према подацима пописа из 2022. у насељу има 183 домаћинства, а просечан број чланова по домаћинству је 2,86, а према попису из 2002. у насељу има 197 домаћинстава, а просечан број чланова по домаћинству је 3,32.
Становништво у овом насељу веома је нехомогено, а у последња три пописа, примећен је пад у броју становника.
|             | \| Демографија[4] \| Демографија[4] \| Демографија[4] \| \| Година \| Становника \| Становника \| \| -------------- \| -------------- \| -------------- \| \| 1948. \| 848 \| \| \| 1953. \| 855 \| \| \| 1961. \| 912 \| \| \| 1971. \| 911 \| \| \| 1981. \| 887 \| \| \| 1991. \| 798 \| 796 \| \| 2002. \| 654 \| 670 \| \| 2011. \| 586 \| \| \| 2022. \| 523 \| \| |            |
| Демографија | |            |
| Година      | Становника | Становника |
| 1948.       | 848 |            |
| 1953.       | 855 |            |
| 1961.       | 912 |            |
| 1971.       | 911 |            |
| 1981.       | 887 |            |
| 1991.       | 798 | 796        |
| 2002.       | 654 | 670        |
| 2011.       | 586 |            |
| 2022.       | 523 |            |

| Етнички састав према попису из 2002.‍ | Етнички састав према попису из 2002.‍ | Етнички састав према попису из 2002.‍ | Етнички састав према попису из 2002.‍ | Етнички састав према попису из 2002.‍ |
| ------------------------------------ | ------------------------------------ | ------------------------------------ | ------------------------------------ | ------------------------------------ |
|                                      |                                      |                                      |                                      |                                      |
| Срби                                 | Срби                                 |                                      | 371                                  | 56,72%                               |
| Власи                                | Власи                                |                                      | 219                                  | 33,48%                               |
| Македонци                            | Македонци                            |                                      | 13                                   | 1,98%                                |
| Југословени                          | Југословени                          |                                      | 7                                    | 1,07%                                |
| непознато                            | непознато                            |                                      | 37                                   | 5,65%                                |

| Година пописа     | 1948. | 1953. | 1961. | 1971. | 1981. | 1991. | 2002. |
| ----------------- | ----- | ----- | ----- | ----- | ----- | ----- | ----- |
| Број домаћинстава | 184   | 185   | 199   | 227   | 218   | 208   | 197   |

| Број чланова      | 1  | 2  | 3  | 4  | 5  | 6  | 7 | 8 | 9 | 10 и више | Просек |
| ----------------- | -- | -- | -- | -- | -- | -- | - | - | - | --------- | ------ |
| Број домаћинстава | 33 | 46 | 38 | 27 | 22 | 24 | 6 | 0 | 0 | 1         | 3,32   |

| Пол    | Укупно | Неожењен/Неудата | Ожењен/Удата | Удовац/Удовица | Разведен/Разведена | Непознато |
| ------ | ------ | ---------------- | ------------ | -------------- | ------------------ | --------- |
| Мушки  | 275    | 60               | 187          | 17             | 11                 | 0         |
| Женски | 301    | 41               | 188          | 67             | 4                  | 1         |
| УКУПНО | 576    | 101              | 375          | 84             | 15                 | 1         |

| Пол    | Укупно                    | Пољопривреда, лов и шумарство | Рибарство                            | Вађење руде и камена | Прерађивачка индустрија       |
| ------ | ------------------------- | ----------------------------- | ------------------------------------ | -------------------- | ----------------------------- |
| Мушки  | 127                       | 2                             | 0                                    | 45                   | 52                            |
| Женски | 51                        | 3                             | 0                                    | 2                    | 21                            |
| УКУПНО | 178                       | 5                             | 0                                    | 47                   | 73                            |
| Пол    | Производња и снабдевање   | Грађевинарство                | Трговина                             | Хотели и ресторани   | Саобраћај, складиштење и везе |
| Мушки  | 4                         | 3                             | 2                                    | 1                    | 8                             |
| Женски | 1                         | 0                             | 6                                    | 2                    | 1                             |
| УКУПНО | 5                         | 3                             | 8                                    | 3                    | 9                             |
| Пол    | Финансијско посредовање   | Некретнине                    | Државна управа и одбрана             | Образовање           | Здравствени и социјални рад   |
| Мушки  | 0                         | 1                             | 3                                    | 1                    | 1                             |
| Женски | 1                         | 0                             | 1                                    | 2                    | 5                             |
| УКУПНО | 1                         | 1                             | 4                                    | 3                    | 6                             |
| Пол    | Остале услужне активности | Приватна домаћинства          | Екстериторијалне организације и тела | Непознато            | Непознато                     |
| Мушки  | 0                         | 0                             | 0                                    | 4                    | 4                             |
| Женски | 1                         | 0                             | 0                                    | 5                    | 5                             |
| УКУПНО | 1                         | 0                             | 0                                    | 9                    | 9                             |

## Галерија
- Оштрељ
- Оштрељ, поглед са пута за Бучје и Доњу Белу Реку.
- Оштрељ дом културе у центру села.
- Оштрељ, поглед са Рготског камена.
- Оштрељ, поглед из правца Бучја.